# THE TIME,
《THE TIME,》是自2021年（令和3年）10月1日起於TBS系列（JNN）每週一至週五早上5:20至8:00播出的新聞與資訊節目。由TBS電視台製作，從位於TBS放送中心內的D攝影棚進行直播，同時由JNN旗下的27個加盟電視台協力製作。本條目也涵蓋了同日起上一個時段播出的相關節目《THE TIME'》。